# Jolanta Tarvida
Jolanta Tarvida (8 de febrero de 2000) es una deportista letona que compite en taekwondo.
En los Juegos Europeos de Cracovia 2023 consiguió una medalla de bronce en la categoría de –62 kg. Ganó una medalla de bronce en el Campeonato Europeo de Taekwondo de 2024, en la categoría de –67 kg.

## Palmarés internacional
| Juegos Europeos    | Juegos Europeos         | Juegos Europeos   | Juegos Europeos |
| Año                | Lugar                   | Medalla           | Categoría       |
| ------------------ | ----------------------- | ----------------- | --------------- |
| 2023               | Krynica-Zdrój (Polonia) | Medalla de bronce | –62 kg          |
| Campeonato Europeo |                         |                   |                 |
| Año                | Lugar                   | Medalla           | Categoría       |
| 2024               | Belgrado (Serbia)       | Medalla de bronce | –67 kg          |